# اسونستاویک
اسونستاویک (به سوئدی: Svenstavik) یک منطقهٔ مسکونی در سوئد است که در بخش بری واقع شده‌است. اسونستاویک ۱٫۵۱ کیلومتر مربع مساحت و ۱٬۰۰۴ نفر جمعیت دارد.